# MLB 1908
Die MLB-Saison 1908 war die siebte Saison der Major League Baseball (MLB).
Zum dritten Mal in Folge konnten die Chicago Cubs die National League (NL) für sich entscheiden. Hatte man 1906 und 1907 noch einen großen Vorsprung auf die Verfolger, so konnte man 1908 nur knapp mit einem Spiel Vorsprung auf die gemeinsam auf dem zweiten Rang liegenden New York Giants und Pittsburgh Pirates den Titel verteidigen.
Auch in der American League (AL) gewann der Vorjahressieger erneut. Für die Detroit Tigers war der Erfolg noch enger als für die Cubs in der NL. Mit der gleichen Anzahl Siege wie die am Ende zweitplatzierten Cleveland Naps profitierten die Tigers davon, dass sie ein Mal weniger verloren und so ½ Spiel vor den Naps standen.
Die World Series 1908 sah also dieselbe Paarung wie bereits 1907 und wie auch im Vorjahr siegten die Cubs und holten dadurch ihren zweiten und bis heute letzten World Series Titel.

## Ergebnis zum Saisonende
| Pos | Franchise              | W  | L   | %      | GB  |
| --- | ---------------------- | -- | --- | ------ | --- |
| 1   | Detroit Tigers         | 90 | 063 | 58,8 % | –   |
| 2   | Cleveland Naps         | 90 | 064 | 58,4 % | 0½  |
| 3   | Chicago White Sox      | 88 | 064 | 57,9 % | 01½ |
| 4   | St. Louis Browns       | 83 | 069 | 54,6 % | 06½ |
| 5   | Boston Red Sox         | 75 | 079 | 48,7 % | 15½ |
| 6   | Philadelphia Athletics | 68 | 085 | 44,4 % | 22  |
| 7   | Washington Senators    | 67 | 085 | 44,1 % | 22½ |
| 8   | New York Highlanders   | 51 | 103 | 33,1 % | 39½ |

| Pos | Franchise             | W  | L   | %      | GB |
| --- | --------------------- | -- | --- | ------ | -- |
| 1   | Chicago Cubs          | 99 | 055 | 64,3 % | –  |
| 2   | New York Giants       | 98 | 056 | 63,6 % | 01 |
|     | Pittsburgh Pirates    | 98 | 056 | 63,6 % | 01 |
| 4   | Philadelphia Phillies | 83 | 071 | 53,9 % | 16 |
| 5   | Cincinnati Reds       | 73 | 081 | 47,4 % | 26 |
| 6   | Boston Doves          | 63 | 091 | 40,9 % | 36 |
| 7   | Brooklyn Superbas     | 53 | 101 | 34,4 % | 46 |
| 8   | St. Louis Cardinals   | 49 | 105 | 31,8 % | 50 |

W = Wins (Siege), L = Losses (Niederlagen), % = Winning Percentage, GB = Games Behind (Rückstand auf Führenden: Zahl der notwendigen Niederlagen des Führenden bei gleichzeitigem eigenen Sieg) 

## Spielerstatistik

### Hitting
| American League | American League | American League | American League | National League | National League | National League | National League |
| Stat            | Spieler         | Team            | Total           | Stat            | Spieler         | Team            | Total           |
| --------------- | --------------- | --------------- | --------------- | --------------- | --------------- | --------------- | --------------- |
| AVG             | Ty Cobb         | DET             | .342            | AVG             | Honus Wagner    | PIT             | .354            |
| HR              | Sam Crawford    | DET             | 7               | HR              | Tim Jordan      | BRO             | 12              |
| RBI             | Ty Cobb         | DET             | 108             | RBI             | Honus Wagner    | PIT             | 109             |
| R               | Matty McIntyre  | DET             | 105             | R               | Fred Tenney     | NYG             | 101             |
| H               | Ty Cobb         | DET             | 188             | H               | Honus Wagner    | PIT             | 201             |
| SB              | Patsy Dougherty | CHW             | 47              | SB              | Honus Wagner    | PIT             | 53              |

### Pitching
| American League | American League | American League | American League | National League | National League   | National League | National League |
| Stat            | Spieler         | Team            | Total           | Stat            | Spieler           | Team            | Total           |
| --------------- | --------------- | --------------- | --------------- | --------------- | ----------------- | --------------- | --------------- |
| W               | Ed Walsh        | CHW             | 40              | W               | Christy Mathewson | NYG             | 37              |
| W-L %           | Ed Walsh        | CHW             | 72,7 %          | W-L %           | Ed Reulbach       | CHC             | 77,4 %          |
| ERA             | Addie Joss      | CLE             | 1,16            | ERA             | Christy Mathewson | NYG             | 1,43            |
| K               | Ed Walsh        | CHW             | 269             | K               | Christy Mathewson | NYG             | 259             |
| IP              | Ed Walsh        | CHW             | 464             | IP              | Christy Mathewson | NYG             | 390,2           |

## World Series
| Spiel                                   | Datum            | Gast           | Ergebnis | Heim           | Gesamtstand CHC–DET | Ort               | Spielzeit | Zuschauer | Box   |
| --------------------------------------- | ---------------- | -------------- | -------- | -------------- | ------------------- | ----------------- | --------- | --------- | ----- |
| Spiel 1                                 | 08. Oktober 1908 | Chicago Cubs   | 10–6     | Detroit Tigers | 1–0                 | Bennet Park       | 2:10      | 10.812    | [ 5 ] |
| Spiel 2                                 | 09. Oktober 1908 | Detroit Tigers | 1–6      | Chicago Cubs   | 2–0                 | West Side Grounds | 1:30      | 17.760    | [ 6 ] |
| Spiel 3                                 | 11. Oktober 1908 | Detroit Tigers | 8–3      | Chicago Cubs   | 2–1                 | West Side Grounds | 2:10      | 14.543    | [ 7 ] |
| Spiel 4                                 | 12. Oktober 1908 | Chicago Cubs   | 3–0      | Detroit Tigers | 3–1                 | Bennet Park       | 1:35      | 12.907    | [ 8 ] |
| Spiel 5                                 | 13. Oktober 1908 | Chicago Cubs   | 2–0      | Detroit Tigers | 4–1                 | Bennet Park       | 1:25      | 06.210    | [ 9 ] |
| Die Chicago Cubs gewinnen die Serie 4-1 |                  |                |          |                |                     |                   |           |           |       |